# Plastophora dubitata
Plastophora dubitata är en tvåvingeart som beskrevs av Charles Thomas Brues 1936. Plastophora dubitata ingår i släktet Plastophora och familjen puckelflugor.
Artens utbredningsområde är Filippinerna. Inga underarter finns listade i Catalogue of Life.